# João Félix
Pour les articles homonymes, voir Félix.
Félix Sequeira est un nom portugais ; le premier nom de famille (d'usage facultatif) est Félix et le second est Sequeira.
João Félix, né le 10 novembre 1999 à Viseu au Portugal, est un footballeur international portugais qui évolue au poste d'attaquant au Al-Nassr FC.

## Biographie

### Jeunesse et formation
Né en 1999 à Viseu, João Félix commence sa formation chez Os Pestinhas avant de rejoindre les rangs des jeunes du FC Porto, où il passe six ans. En 2014, il est prêté au Padroense FC en raison de son manque d'importance dans le système du jeu du FC Porto. Après une année au Padroense FC, il rejoint Benfica, en 2015, où il montre de belles performances,.

### SL Benfica
João Félix fait ses débuts professionnels en faveur de l’équipe du Benfica B, le 17 septembre 2016, face au SC Freamunde en Ledman LigaPro, en remplaçant Aurélio Buta à la 83e minute de jeu (match nul 0-0 au Complexo Desportivo de Freamunde). Ce faisant, il devient le plus jeune joueur à faire ses débuts avec le Benfica B, à l'âge de 16 ans et 312 jours. Avec les jeunes du Benfica, João dispute l'UEFA Youth League en 2016-2017, où il atteint la finale de la compétition, perdue 2-1 face au Red Bull Salzbourg. Il dispute treize matches et marque trois buts lors de la saison 2016-2017, le premier étant le 15 février 2017 face à l'Académico de Viseu (défaite 2-1 à l'Estádio do Fontelo).
Il joue son premier match de Ligue des champions de l'UEFA lors des barrages aller de la saison 2018-2019 face au club grec du PAOK Salonique, en remplaçant Pizzi à la 80e minute de jeu (match nul 1-1 au Estádio da Luz).
Bruno Lage le place en situation d’enjeu après son arrivée sur le banc du club lisboète et en fait petit à petit un titulaire à la pointe de l'attaque, associé avec l'international suisse Haris Seferović.
João Félix inscrit le premier triplé de sa carrière avec Benfica en Ligue Europa face à l'Eintracht Francfort le 11 avril 2019. Il devient à cette occasion le plus jeune joueur portugais, à l'âge de 19 ans et 152 jours à marquer un coup du chapeau dans la compétition, battant de 67 jours le record de Marko Pjaca établi en 2014. Le match se solde par une victoire des Lisboètes, 4 buts à 2. Le 18 avril au match retour l'équipe allemande renverse la situation et s'impose 2 buts à 0 et rejoint Chelsea en demi-finale.
Le 18 mai 2019, João Félix remporte le championnat du Portugal avec Benfica. Il est l'un des joueurs-clés de la fin de saison et a grandement contribué au sacre des « Aigles ». Il termine la saison 2018-2019 avec quinze buts en championnat et sept passes décisives en vingt-six rencontres.

### Atlético de Madrid

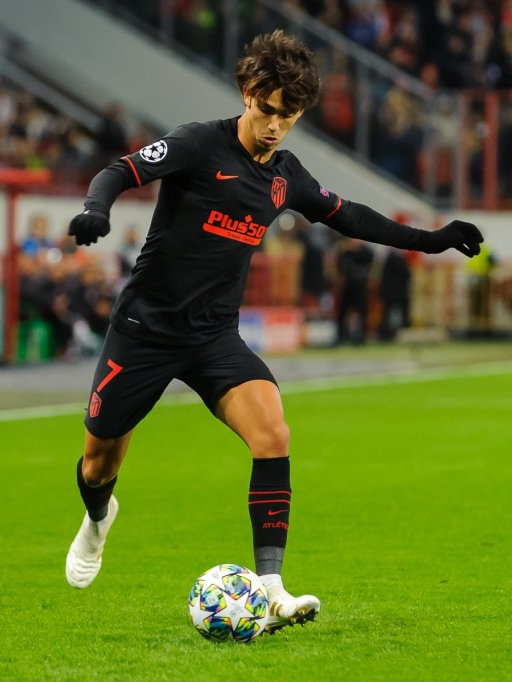
João Félix sous les couleurs de l'Atlético de Madrid (2019).

Le 3 juillet 2019, à la suite d'un accord trouvé entre les deux parties, João Félix rejoint l'Atlético de Madrid pour un montant de transfert de 126 millions d'euros. Une mise en scène où l'on voit le jeune Colchonero (surnom donné aux joueurs de l’Atlético) découvrir les œuvres d'art du musée du Prado est diffusée sur les réseaux sociaux pour annoncer sa venue. Il signe un contrat de longue durée (de sept années) et devient à cette occasion la recrue la plus chère de l'histoire du club et le joueur portugais le plus onéreux devant son illustre aîné Cristiano Ronaldo. Il récupère le no 7 d'Antoine Griezmann parti au FC Barcelone.
Il démarre avec les Colchoneros lors de la pré-saison en match amical face à Numancia. Il est contraint de quitter la pelouse après vingt-six minutes de jeu à la suite d'un coup reçu dans le dos. Pour son premier derby madrilène en International Champions Cup, il montre ses qualités en offrant une grosse prestation face au Real Madrid, rencontre durant laquelle il inscrit son premier but et effectue deux passes décisives. Les Merengues (surnom donné aux joueurs du Real) s'inclinent lourdement (7-3) en terres américaines. João Félix participe au MLS All-Star Game, un match qui regroupe d'anciens grands joueurs européens tels que Zlatan Ibrahimović, Nani ou encore Bastian Schweinsteiger. Il se distingue une nouvelle fois avec un but en dehors de la surface de réparation ainsi qu'une passe décisive. Les rouges et blancs s'imposent trois buts à zéro.
João Félix s'illustre pendant la dernière rencontre amicale à Stockholm face à la Juventus FC (victoire, 2-1)  Il inscrit les deux buts de son équipe et est désigné homme du match au terme de la partie.
Le 18 août 2019, il commence officiellement son aventure avec les Madrilènes face au Getafe CF au Wanda Metropolitano à l'occasion de la première journée du championnat espagnol (victoire, 1-0). Il brille par un raid solitaire où il part de sa moitié de terrain, efface trois joueurs avec des gestes techniques avant d'être accroché par un défenseur dans la surface de réparation.
Le 25 août 2019, il délivre sa première passe décisive en Liga face au CD Léganes pour Vitolo (victoire, 1-0).
Le 1er septembre 2019, il marque son premier but en compétition officielle lors de la troisième journée de championnat contre le SD Eibar sur une passe décisive de Diego Costa. Il devient alors le plus jeune joueur portugais à marquer en Liga au XXIe siècle.
Le 1er octobre 2019, il marque son premier but en Ligue des champions face au Lokomotiv Moscou (victoire, 2-0) et s'offre un record de précocité : le plus jeune joueur de l'histoire de l'Atlético à marquer en Ligue des champions.

#### Prêt au Chelsea FC
Le 11 janvier 2023, l'Atlético de Madrid (alors éliminé de toute compétition européenne) et le club anglais de Chelsea FC annoncent avoir conclu un accord pour le transfert de João Félix sous la forme d'un prêt de six mois.
Le 12 janvier 2023, lors de son premier match de Premier League disputé face au Fulham FC (défaite, 2-1), il se fait expulser à la 58e minute à la suite d'un tacle non maitrisé sur le tibia de Tete.
Le 11 février 2023, lors de son retour, il marque son premier but en Premier League en ouvrant le score contre West Ham United (match nul, 1-1).
Le 30 mai 2023, après l'officialisation du nouvel entraîneur, Mauricio Pochettino, il n'est pas conservé par le coach et le staff. Il repart donc à Madrid après six mois de prêt.

#### Prêt au FC Barcelone
Le 1er septembre 2023, João Félix prolonge avec l'Atlético de Madrid jusqu'en 2029, puis est prêté dans la foulée, sans option d'achat, au FC Barcelone dans les dernières heures du mercato estival.
Le 16 septembre 2023, il inscrit son premier but pour le FC Barcelone lors d'une rencontre de championnat contre le Betis Séville. Titularisé, il ouvre le score et participe à la victoire de son équipe par cinq buts à zéro.
Le 3 décembre 2023, il marque le seul but du match opposant le club catalan à l’Atlético de Madrid, auquel il appartient toujours. Puis, célèbre en face du groupe de supporters Colchoneros, de quoi faire réagir la presse espagnole.
Il quitte le club à l'issue de son prêt et retourne à l'Atlético de Madrid.

### Chelsea FC
Le 21 août 2024, João Félix fait son retour au Chelsea FC, cette fois-ci de façon définitive. Il signe un contrat de sept ans, soit jusqu'en juin 2031. Dans le même temps, Conor Gallagher fait le chemin inverse.

#### Prêt à l'AC Milan
Le 4 février 2025, lors du mercato hivernal, João Félix est prêté avec option d’achat à l'AC Milan jusqu'à la fin de la saison,,.

### Carrière en sélection nationale
Le 14 juin 2017, João Félix fait ses débuts avec les moins de 18 ans face à la Norvège en remplaçant Elves Baldé (en) à la 58e minute de jeu. Lors de ce match amical, il marque deux buts (victoire 3-0 à Lisbonne).
Le 10 octobre 2017, il joue son premier match avec les espoirs face à la Bosnie-Herzégovine, en entrant en jeu à la 56e minute de jeu, après avoir remplacé Xadas (défaite 3-1 à Zenica). Ce match entre dans le cadre des éliminatoires du championnat d'Europe espoirs 2019.
Le 15 janvier 2018, le Portugais dispute son premier match avec les moins de 19 ans, face à la Turquie en amical (victoire 2-1 au Stade national du Jamor).
Le 23 mars 2018, Félix inscrit son premier but avec les espoirs lors de la large victoire de son équipe contre le Liechtenstein (7-0 score final).
Le 15 mars 2019, il est convoqué pour la première fois par Fernando Santos avec l'équipe première du Portugal à l'occasion des éliminatoires du Championnat d'Europe 2020.
Le 5 juin 2019, il est titulaire lors de la victoire du Portugal sur la Suisse (3-1) en demi-finale de la Ligue des nations 2019 et remporte la compétition quatre jours plus tard.
Le 5 septembre 2020, il inscrit son premier but sous les couleurs de la Seleçao en Ligue des nations face à la Croatie (victoire, 4-1).
En mai 2021, il est retenu par Fernando Santos, le sélectionneur de l'équipe nationale du Portugal, pour participer à l'Euro 2020. Il ne joue qu'un match lors de cette compétition. Le 27 juin 2021 en huitième de finale, lors de l'élimination du Portugal contre la Belgique (1-0, score final).
Le 10 novembre 2022, il est sélectionné par Fernando Santos pour participer à la Coupe du monde 2022. Durant la compétition, il marque son premier but en tournoi majeur face au Ghana sur une passe décisive de Bruno Fernandes.
En mai 2024, il fait partie de la liste des 26 joueurs convoqués par Roberto Martinez pour disputer l'Euro 2024. En quart de finale, il rate son tir au but face aux Bleus en touchant le poteau.

## Statistiques

### Détaillées par saison
| Saison                | Club                  | Championnat           | Championnat | Championnat | Championnat | Coupe nationale | Coupe nationale | Coupe nationale | Coupe de la Ligue | Coupe de la Ligue | Coupe de la Ligue | Supercoupe | Supercoupe | Supercoupe | Compétition(s) continentale(s) | Compétition(s) continentale(s) | Compétition(s) continentale(s) | Compétition(s) continentale(s) | Portugal | Portugal | Portugal | Total | Total | Total |
| Saison                | Club                  | Division              | M.          | B.          | P.d.        | M.              | B.              | P.d.            | M.                | B.                | P.d.              | M.         | B.         | P.d.       | Comp.                          | M.                             | B.                             | P.d.                           | M.       | B.       | P.d.     | M.    | B.    | P.d.  |
| 2016-2017             | SL Benfica B          | Segunda Liga          | 13          | 3           | 0           | -               | -               | -               | -                 | -                 | -                 | -          | -          | -          | -                              | -                              | -                              | -                              | -        | -        | -        | 13    | 3     | 0     |
| 2017-2018             | SL Benfica B          | Segunda Liga          | 17          | 4           | 0           | -               | -               | -               | -                 | -                 | -                 | -          | -          | -          | -                              | -                              | -                              | -                              | -        | -        | -        | 17    | 4     | 0     |
| Sous-total            | Sous-total            | Sous-total            | 30          | 7           | 0           | -               | -               | -               | -                 | -                 | -                 | -          | -          | -          | -                              | -                              | -                              | -                              | -        | -        | -        | 30    | 7     | 0     |
| 2018-2019             | Benfica Lisbonne      | Primeira Liga         | 26          | 15          | 7           | 6               | 1               | 1               | 2                 | 1                 | 0                 | -          | -          | -          | C1+C3                          | 3+6                            | 0+3                            | 0+1                            | 1        | 0        | 0        | 44    | 20    | 9     |
| 2019-2020             | Atlético de Madrid    | Liga                  | 27          | 6           | 1           | 1               | 0               | 0               | -                 | -                 | -                 | 2          | 0          | 0          | C1                             | 6                              | 3                              | 2                              | 4        | 0        | 0        | 40    | 9     | 3     |
| 2020-2021             | Atlético de Madrid    | Liga                  | 31          | 7           | 5           | 1               | 0               | 0               | -                 | -                 | -                 | -          | -          | -          | C1                             | 8                              | 3                              | 0                              | 13       | 3        | 1        | 53    | 13    | 6     |
| 2021-2022             | Atlético de Madrid    | Liga                  | 24          | 8           | 4           | 2               | 1               | 0               | -                 | -                 | -                 | 1          | 0          | 0          | C1                             | 8                              | 1                              | 1                              | 4        | 0        | 0        | 39    | 10    | 5     |
| 2022-2023             | Atlético de Madrid    | Liga                  | 14          | 4           | 3           | 1               | 1               | 0               | -                 | -                 | -                 | -          | -          | -          | C1                             | 5                              | 0                              | 0                              | 6        | 1        | 0        | 26    | 6     | 3     |
| Sous-total            | Sous-total            | Sous-total            | 96          | 25          | 13          | 5               | 2               | 0               | -                 | -                 | -                 | 3          | 0          | 0          | -                              | 27                             | 7                              | 3                              | 27       | 4        | 1        | 158   | 38    | 17    |
| 2022-2023             | Chelsea FC (prêt)     | Premier League        | 16          | 4           | 0           | -               | -               | -               | -                 | -                 | -                 | -          | -          | -          | C1                             | 4                              | 0                              | 0                              | 3        | 1        | 0        | 23    | 5     | 0     |
| 2023-2024             | FC Barcelone (prêt)   | Liga                  | 30          | 7           | 4           | 3               | 0               | 1               | -                 | -                 | -                 | 2          | 0          | 1          | C1                             | 9                              | 3                              | 1                              | 10       | 3        | 1        | 54    | 13    | 8     |
| 2024-2025             | Chelsea FC            | Premier League        | 12          | 1           | 1           | 1               | 2               | 0               | 2                 | 0                 | 1                 | -          | -          | -          | C4                             | 5                              | 4                              | 0                              | 4        | 1        | 0        | 24    | 8     | 2     |
| 2024-2025             | Milan AC (prêt)       | Serie A               | 15          | 2           | 0           | 4               | 1               | 0               | -                 | -                 | -                 | -          | -          | -          | C1                             | 2                              | 0                              | 0                              | 0        | 0        | 0        | 21    | 3     | 0     |
| Total sur la carrière | Total sur la carrière | Total sur la carrière | 224         | 60          | 25          | 20              | 7               | 2               | 4                 | 1                 | 1                 | 5          | 0          | 1          | -                              | 56                             | 17                             | 5                              | 45       | 9        | 2        | 354   | 94    | 36    |

### Liste des matches internationaux
| Matches internationaux de João Félix | Matches internationaux de João Félix | Matches internationaux de João Félix       | Matches internationaux de João Félix | Matches internationaux de João Félix | Matches internationaux de João Félix                       | Matches internationaux de João Félix                                                   |
|                                      | Date                                 | Lieu                                       | Adversaire                           | Résultat                             | Compétition                                                | Notes                                                                                  |
| ------------------------------------ | ------------------------------------ | ------------------------------------------ | ------------------------------------ | ------------------------------------ | ---------------------------------------------------------- | -------------------------------------------------------------------------------------- |
| 1.                                   | 5 juin 2019                          | Estádio do Dragão, Porto, Portugal         | Suisse                               | 3 - 1                                | Ligue des nations de l'UEFA (demi-finale)                  | Titulaire, remplacé à la 70e minute de jeu par Gonçalo Guedes.                         |
| 2.                                   | 7 septembre 2019                     | Stade Rajko Mitić, Belgrade, Serbie        | Serbie                               | 2 - 4                                | Éliminatoires du Championnat d'Europe de football 2020     | Entre en jeu à la place de Gonçalo Guedes à la 70e minute de jeu.                      |
| 3.                                   | 10 septembre 2019                    | LFF Stadium, Vilinus, Lituanie             | Lituanie                             | 1 - 5                                | Éliminatoires du Championnat d'Europe de football 2020     | Titulaire jusqu'à la fin du match.                                                     |
| 4.                                   | 10 octobre 2019                      | Esátdio José Alvalade, Lisbonne, Portugal  | Luxembourg                           | 3 - 0                                | Éliminatoires du Championnat d'Europe de football 2020     | Titulaire, remplacé à la 88e minute de jeu par João Mário.                             |
| 5.                                   | 14 octobre 2019                      | Stade Olympique de Kiev, Kiev, Ukraine     | Ukraine                              | 2 - 1                                | Éliminatoires du Championnat d'Europe de football 2020     | Entre en jeu à la place de Gonçalo Guedes à la 46e minute de jeu.                      |
| 6.                                   | 5 septembre 2020                     | Estádio do Dragão, Porto, Portugal         | Croatie                              | 4 - 1                                | Ligue des nations de l'UEFA                                | Titulaire, remplacé à la 88e minute de jau par André Silva. Buteur à la 70e minute.    |
| 7.                                   | 8 septembre 2020                     | Friends Arena, Solna, Suède                | Suède                                | 0 - 2                                | Ligue des nations de l'UEFA                                | Titulaire jusqu'à la fin du match.                                                     |
| 8.                                   | 7 octobre 2020                       | Esátdio José Alvalade, Lisbonne, Portugal  | Espagne                              | 0 - 0                                | Match amical                                               | Entre en jeu à la place de Cristiano Ronaldo à la 73e minute.                          |
| 9.                                   | 11 octobre 2020                      | Stade de France, Saint-Denis, France       | France                               | 0 - 0                                | Ligue des nations de l'UEFA                                | Titulaire, remplacé à la 89e minute par Francisco Trincão.                             |
| 10.                                  | 14 octobre 2020                      | Esátdio José Alvalade, Lisbonne, Portugal  | Suède                                | 3 - 0                                | Ligue des nations de l'UEFA                                | Titulaire, remplacé à la 75e minute par Daniel Podence.                                |
| 11.                                  | 11 novembre 2020                     | Esátdio da Luz, Lisbonne, Portugal         | Andorre                              | 7 - 0                                | Match amical                                               | Entre en jeu à la place de Paulinho à la 73e minute de jeu. Buteur à la 88e minute.    |
| 12.                                  | 14 novembre 2020                     | Esátdio da Luz, Lisbonne, Portugal         | France                               | 0 - 1                                | Ligue des nations de l'UEFA                                | Titulaire, remplacé à la 85e minute de jeu par Paulinho.                               |
| 13.                                  | 17 novembre 2020                     | Stade Poljud, Split, Croatie               | Croatie                              | 2 - 3                                | Ligue des nations de l'UEFA                                | Titulaire, remplacé par Bernardo Silva à la 71e minute de jeu. Buteur à la 60e minute. |
| 14.                                  | 24 mars 2021                         | Juventus Stadium, Turin, Italie            | Azerbaïdjan                          | 1 - 0                                | Éliminatoires de la Coupe du monde 2022                    | Entre en jeu à la place d'André Silva à la 75e minute.                                 |
| 15.                                  | 27 mars 2021                         | Stade Marakana, Belgrade, Serbie           | Serbie                               | 2 - 2                                | Éliminatoires de la Coupe du monde 2022                    | Entre en jeu à la place de Diogo Jota à la 85e minute.                                 |
| 16.                                  | 30 mars 2021                         | Stade Josy-Barthel, Luxembourg, Luxembourg | Luxembourg                           | 1 - 3                                | Éliminatoires de la Coupe du monde 2022                    | Titulaire, remplacé (sur blessure) par Pedro Neto à la 41e minute.                     |
| 17.                                  | 27 juin 2021                         | Stade de la Cartuja, Séville, Espagne      | Belgique                             | 1 - 0                                | Championnat d'Europe de football 2020, Huitièmes de finale | Entre en jeu à la place de João Moutinho à la 55e minute de jeu.                       |
| 18.                                  | 11 novembre 2021                     | Aviva Stadium, Dublin, Irlande             | République d'Irlande                 | 0 - 0                                | Éliminatoires de la Coupe du monde 2022                    | Entre en jeu à la place d'André Silva à la 75e minute de jeu.                          |
| 19.                                  | 14 novembre 2021                     | Esátdio da Luz, Lisbonne, Portugal         | Serbie                               | 1 - 2                                | Éliminatoires de la Coupe du monde 2022                    | Entre en jeu à la place de Diogo Jota à la 83e minute de jeu.                          |
| 20.                                  | 24 mars 2022                         | Esátdio do Dragão, Porto, Portugal         | Turquie                              | 3 - 1                                | Barrages d'accession à la Coupe du monde 2022              | Entre en jeu à la place de Diogo Jota à la 71e minute de jeu.                          |
| 21.                                  | 29 mars 2022                         | Esátdio do Dragão, Porto, Portugal         | Macédoine du Nord                    | 2 - 0                                | Barrages d'accession à la Coupe du monde 2022              | Entre en jeu à la place de Bernardo Silva à la 87e minute de jeu.                      |
| 22;                                  | 27 septembre 2022                    | Estadio de Braga, Braga, Portugal          | Espagne                              | 0 - 1                                | Ligue des nations de l'UEFA                                | Entre en jeu à la place de Ruben Neves à la 89e minute de jeu.                         |
| 23.                                  | 17 novembre 2022                     | Esátdio José Alvalade, Lisbonne, Portugal  | Nigeria                              | 4 - 0                                | Match amical                                               | Titulaire jusqu'à la fin du match.                                                     |
| 24.                                  | 24 novembre 2022                     | Stadium 974, Doha, Qatar                   | Ghana                                | 3 - 2                                | Coupe du monde 2022                                        | Titulaire, remplacé à la 88e minute de jeu. Buteur à la 78e minute de jeu              |
| 25.                                  | 28 novembre 2022                     | Lusail Stadium, Lusail, Qatar              | Uruguay                              | 2 - 0                                | Coupe du monde 2022                                        | Titulaire, remplacé à la 82e minute de jeu.                                            |
| 26.                                  | 6 décembre 2022                      | Lusail Stadium, Lusail, Qatar              | Suisse                               | 6 - 1                                | Coupe du monde 2022                                        | Titulaire, remplacé à la 73e minute de jeu.                                            |

## Palmarès

### En club
| SL Benfica                                    | Atlético de Madrid                                                                      | Chelsea FC                              |
| --------------------------------------------- | --------------------------------------------------------------------------------------- | --------------------------------------- |
| - Championnat du Portugal : - Champion : 2019 | - Championnat d'Espagne : - Champion : 2021 - Supercoupe d'Espagne : - Finaliste : 2020 | - Ligue Conférence : - Vainqueur : 2025 |

### En sélection nationale
| Portugal                                         |
| ------------------------------------------------ |
| - Ligue des nations : - Vainqueur : 2019 et 2025 |

### Distinctions individuelles
- Golden Boy en 2019.
- Trophée Kopa : 3e du classement en 2019.
- Ballon d'or : 28e du classement en 2019.
- Joueur du mois du Championnat du Portugal en janvier 2019.
- Meilleur jeune joueur du Championnat du Portugal en 2019.
- Membre de l'équipe-type de la saison de Ligue Europa en 2019.
- Joueur du mois du Championnat d'Espagne en novembre 2020 et mars 2022.
- But du mois du Championnat d'Espagne en avril 2024.

### Records
- Plus jeune joueur à inscrire un triplé en Ligue Europa à l'âge de 19 ans et 152 jours.
- Plus jeune joueur portugais à marquer dans le Championnat Espagnol au XXIe siècle.
- Plus jeune buteur de l'histoire de l'Atlético de Madrid en Ligue des champions.

## Vie privée
Son frère Hugo Félix est aussi footballeur.